# Citar
Dans le monde de la tauromachie, citar (appeler, provoquer) désigne toute action par laquelle la matador attire l'attention du taureau de combat.

## Description
Après avoir mis le taureau en place, le matador attire son attention par un mouvement de la muleta, ou par tout autre geste, par exemple en frappant le sol avec son pied ou en lui lançant un appel de la voix (généralement toro, toro!). La distance à laquelle doit être effectuée le cite dépend de la force de la charge du taureau. Le taureau est sensible à toute vibration, mais les matadors qui dominent réellement l'animal n'utilisent que le toque, ou geste du poignet agitant la muleta. Les banderilleros citent le taureaux avec les banderilles, mais souvent à cuerpo limpio, c'est-à-dire avec un mouvement du corps. 